# Frenzal Rhomb
I Frenzal Rhomb sono un gruppo pop punk australiano formatosi nel 1991 a Sydney. La band è al momento composta da Jason Whalley (voce), Lindsay McDougall (chitarra), Tom Crease (basso) e Gordy Foreman (batteria).
Dopo aver suonato di spalla a band del calibro di Bad Religion, The Offspring e Blink-182, la band pubblicò nel 1995 il suo primo album, Coughing Up a Storm. Cambiato il titolo in Once a Jolly Swagman Always a Jolly Swagman, l'album fu ripubblicato un paio di anni più tardi da Liberation Records, giungendo così all'attenzione del frontman dei NOFX e proprietario della Fat Wreck Chords, Fat Mike, che ne rimase impressionato e fece pubblicare l'EP 4 Litres sulla sua etichetta.

## Componenti
- Jason Whalley - voce, chitarra
- Lindsay McDougall - chitarra
- Tom Crease - basso
- Gordy Foreman - batteria

### Ex-componenti
- Lex Feltham - basso
- Ben Costello - chitarra
- Bruce Braybrooke - batteria
- Karl - batteria
- Nat Nykyruj - batteria

## Discografia

### Album studio
- 1994 - Dick Sandwich
- 1995 - Coughing Up a Storm
- 1996 - Not So Tough Now
- 1997 - Meet the Family
- 1998 - Mongrel
- 1999 - A Man's Not a Camel
- 2000 - Shut Your Mouth
- 2003 - Sans Souci
- 2004 - For the Terms of Their Unnatural Lives
- 2006 - Forever Malcolm Young
- 2011 - Smoko at the Pet Food Factory
- 2017 - Hi-Vis High Tea
- 2023 - The Cup Of Pestilence

### EP e singoli
- 1994 - Sorry about the Ruse
- 1995 - 4 Litres
- 1996 - Parasite
- 1996 - Punch in the Face
- 1997 - Disappointment
- 1997 - There's Your Dad
- 1997 - Mr. Charisma
- 1998 - Mum Changed the Locks
- 1998 - Some of My Best Friends Are Racist
- 1999 - We're Going Out Tonight
- 1999 - You Are Not My Friend
- 1999 - Never Had So Much Fun
- 1999 - I Miss My Lung
- 2000 - War
- 2001 - Coming Home
- 2003 - Bucket Bong
- 2003 - Punisher
- 2003 - Russell Crowe's Band
- 2004 - Looking Good
- 2006 - Forever Malcolm Young

### Altre apparizioni
- 1999 - Short Music for Short People
- 2004 - Rock Against Howard